# Panaxia ingridae
Panaxia ingridae là một loài bướm đêm thuộc phân họ Arctiinae, họ Erebidae.